# Leonardo Corbo
Leonardo Corbo (Rocchetta Sant'Antonio, 20 dicembre 1938) è un ingegnere e divulgatore scientifico italiano.

## Biografia
Si laurea nel 1963 in Ingegneria elettrotecnica all'Università La Sapienza di Roma.
È stato comandante provinciale dei Vigili del Fuoco di Milano, Sondrio, Como, Lucca ed ispettore generale in Lombardia.
Ha poi ricevuto la nomina di Prefetto della Repubblica e direttore generale della Protezione civile e dei Servizi Antincendio presso il Ministero dell'interno a Roma.
È presidente delle commissioni di collaudo di opere pubbliche come la realizzazione delle linee ferroviarie di alta velocità (tratta Bologna-Firenze), l'Autostrada del Sole A1 e il Traforo del Monte Bianco. È responsabile tecnico per gli incendi in diversi edifici storici come il Teatro la Fenice di Venezia e il Teatro Petruzzelli di Bari.
È professore universitario di prevenzione incendi e difesa civile presso la facoltà di architettura del Politecnico di Milano e di sicurezza ambientale presso l'Università La Sapienza di Roma.
Le sue pubblicazioni riguardano soprattutto le norme ministeriali per la prevenzione degli incendi. Oltre a manuali tecnico-giuridici ha pubblicato manuali tecnici per la progettazione di edifici sicuri ed a norma.
È giornalista pubblicista e nel 1987 ha ricevuto dalla Presidenza del Consiglio dei ministri il Premio della cultura per la sua attività di divulgatore e illustratore di normative tecniche.

## Opere
- Leonardo Corbo, Rischio Incendi, Hoepli, Milano, 1997
- Leonardo Corbo, Norme di prevenzione incendi, Pirola, Milano, 2001
- Leonardo Corbo, Manuale di Prevenzione Incendi nell'edilizia e nell'industria, Pirola, Milano, 2004
- Leonardo Corbo, Manuale di prevenzione incendi : Ospedali, Pirola, Milano, 2004
- Leonardo Corbo, Manuale di Prevenzione incendi : Uffici, Pirola, Milano, 2006
- Leonardo Corbo, La progettazione antincendio, Pirola, Milano, 2007
- Leonardo Corbo, Oli minerali, Pirola, Milano, 1983
- Leonardo Corbo, Prevenzione incendi. Corso di sicurezza nelle costruzioni, ETAS, Milano, 1997
- Leonardo Corbo, Diego Dell'Erba, Energia dai rifiuti, ETAS, Milano, 1991
- Leonardo Corbo, Locali di pubblico spettacolo e impianti sportivi, Pirola, Milano, 2001
- Leonardo Corbo, Marco Bosoni, Manuale degli impianti antincendio, Zanichelli, Bologna, 1990
- Leonardo Corbo, Quaderni delle sostanze pericolose. Deposito, manipolazione e trasporto ammoniaca, Elsevier, Amsterdam, 1990